# Укротители аллигаторов
«Укротители аллигаторов» (англ. Gator Boys) — документальный сериал, относится к жанру «реальное ТВ». Идёт по телеканалу «Animal Planet». Это программа по спасению аллигаторов — самых опасных хищников Флориды, сутью которой является их отлов и помещение в парк «Everglades holiday» (позже они переехали в другой штат и стали работать на ранчо аллигаторов — англ. Gulf Coast Gator Ranch). Потом их распределяют по различным национальным паркам, заповедникам. В результате чего эти хищники не приносят вред ни людям, к которым подбираются очень близко, ни себе. Укротители аллигаторов относятся к тем немногим, кто укрощает диких аллигаторов без помощи каких-либо оружий и средств, приносящих вред здоровью животных, голыми руками.

## Описание
Пол Бедард и Джимми Риффл, рискуя здоровьем и жизнью, вручную ловят аллигаторов, атакующих дворы, бассейны, гаражи и спальни жителей долины Эверглейдс во Флориде. Они сумеют поймать и прогнать даже самых опасных животных (помимо вызовов связанных с аллигаторами, к ним поступают звонки касательно змей и многих других пресмыкающихся, рептилий), не причиняя им вреда. Раньше укротители работали в национальном парке Эверглейдс, но в связи со сложившейся ситуацией они отправились в штат Миссисипи. Здесь их ждёт охота на мифического монстра, огромного аллигатора, которого укротители сами же и прозвали Моби Диком, обитающего в мутных заводях огромной реки штата. Война с гремучими змеями в зарослях сахарного тростника, а также новые бизнес-планы и новые сложности в отношениях внутри команды, однако всё это ни в коей мере не должно им помешать обосноваться на далёком юге.

## Способ отлова
По приезде на место укротители осматривают территорию в поисках аллигатора.
Если тот находится в тени деревьев, в кустах, в любом другом закрытом пространстве, главная задача - перетащить его на открытую местность и не пускать к воде. Первого можно достичь двумя путями: аккуратно сомкнуть челюсти аллигатора и, удерживая их, тащить его. Или же, пока один человек отвлекает, другой достаёт до хвоста и перетаскивает за него. Если же он находится в реке, пруду, водоёме, то Пол (Пол Бедард) погружается в воду с особым "лассо". Его задача обнаружить аллигатора и набросить на его шею петлю, после чего оттащить хищника к берегу и передать верёвку напарнику (чаще всего укротители на вызовы ездят подвое).
Далее перед укротителями встаёт новая задача: они должны "вымотать" аллигатора: ходят вокруг него и прикосновениями заставляют поворачиваться в разные стороны (чаще всего это делает один человек, но с особо крупными особями могут работать и по два и по три укротителя). Больше всего энергии аллигатор тратит на прыжки, поэтому, чтобы заставить его прыгнуть, укротители прикасаются к его морде, к кончику носа (это относительно безопасно, у аллигаторов глаза расположены по бокам, и пространство впереди - мёртвая зона для их видимости) прыжки и повороты на земле достаточно быстро выматывают зверя, но Пол Бедард старается вымотать их ещё в воде, где у них меньше шансов пораниться. В большей степени их выматывают ради того, что бы во время транспортировки в машине они лежали спокойно, а не бились, не трясли машину, и не травмировали себя. Когда аллигатор достаточно утомится, его челюсти аккуратно смыкают и кто-то один напрыгивает на него сзади, тем самым фиксируя тело.
Остальное уже несложно: челюсти плотно перематывают изолентой. В зависимости от размера аллигатора его могут перед погружением в машину поместить в специальный чехол из дышащей ткани-парусины (это чаще всего проделывают с большими - от 3 метров), так аллигатор находится в зоне комфорта и меньше нервничает.
Борьба укротителей с аллигаторами имитирует старинную технику поимки рептилий, которой пользовались индейцы-семинолы (карьера Джимми Риффла, как он сам говорит, началась в резервации этих индейцев "Native Village").

## Состав
Пол Бедард (англ. Paul Bedard) - главный укротитель аллигаторов (занимается укрощением более 20 лет)
Джимми Риффл (англ. Jimmy Riffle) - основной действующий укротитель (занимается укрощением с 11 лет)
Трэ Хантун (англ. Tre Huntoon) - действующий укротитель, бывший волонтёр
Скотт Коэн (англ. Scott Cohen) - молодой волонтёр, но уже активно ездит на вызовы и помогает в отлове
Эшли Лоуренс (англ. Ashley Laurence) - волонтёр, первая девушка-укротитель, а так же директор по маркетингу на "Ранчо аллигаторов" в Миссисипи
Кристофер Джиллетт (англ. Christopher Gillette) - волонтёр (чаще работает в вольерах, в парке "Everglades holiday", редко ездит на вызовы)
Энди Риффл (англ. Andy Riffle) - брат Джимми, тоже умеет укрощать аллигаторов, но не является полноценно ни укротителем, ни волонтёром
Майк (англ. Mike) - волонтёр, самый лучший укротитель змей

## Интересные факты
- Джимми Риффл познакомился со своей девушкой, Сарой, в резервации индейцев семинола, где он работал (на тот момент ему было 16 лет), а она была волонтёром (ей было около 10 лет). Спустя несколько лет они встретились на одном из шоу реслинга с аллигаторами, на котором выступал Джимми. Он увидел её в толпе зрителей и сразу же узнал.
- Однажды укротители выловили из моря аллигатора. Он был слеп на оба глаза, и, если у других его сородичей глаза чёрные или тёмно-зелёные, то у этого они были совершенно белые, как жемчужины, и были видны красные сосуды. Его прозвали аллигатор-зомби и дали имя Будро (они посудили, что раз это каджунский аллигатор, то ему нужно каджунское имя).
- Укротители аллигаторов - настоящая дружная команда, и, как все друзья, они любят подшучивать друг над другом. Самое большое количество шуток приходится на Трэ Хантуна, который очень легко поддаётся своему воображению (в сериях можно наблюдать: укротители пугали его существом-легендой - Лугару, а однажды "помогли" Трэ, когда тот занимался поиском сокровищ).
- Эшли Лоуренс стала полноценно участвовать в отловах после заключения соглашения с Полом Бедартом. Условия были таковы: Эшли становится директором по маркетингу и помогает с рекламой реслинга, а Пол и Джимми берут её на отловы.
- Кристофер Джиллетт и Эшли Лоуренс встречаются
- Пол и Джимми часто ездят на отловы вместе. И, если аллигатор на суше в закрытом месте (в корнях или между деревьев), то они решают кто пойдёт его доставать оттуда на камень-ножницы-бумага или монетку подбрасывают.